# Phyllogomphoides fuliginosus
Phyllogomphoides fuliginosus – gatunek ważki z rodziny gadziogłówkowatych (Gomphidae). Występuje na terenie Ameryki Południowej.